# Odafe Onyeka Okolie
Odafe Onyeka Okolie, né le 6 juin 1985 au Nigeria, est un footballeur nigérian, au poste d'attaquant, qui jouait principalement dans des clubs indiens.

## Biographie
Il a été meilleur buteur du championnat indien à quatre reprises : 2006-2007 (16 buts), 2007-2008 (22 buts), 2008-2009 (24 buts) et 2009-2010 (17 buts). Il est également le joueur le mieux payé du championnat indien avec 200 000 dollars. 